# 小栗操
小栗 操（おぐり みさお、2000年5月31日 - ）は、日本のAV女優。リスタープロ（旧 グランツプロ）所属を経てジュンプロ所属。旧名は百瀬 あすか（ももせ あすか）。

## 略歴
女子高校、女子大学とエスカレーター式の一貫校で育つ。デビュー前の高校から大学半ばまでは声優事務所に所属しており、テレビCMのナレーションの仕事経験がある。これらのレッスン、仕事があったことから、サークルなどの経験がない。
2020年9月、SODクリエイトの専属女優として同社の「青春時代」レーベルからAVデビュー。
2021年2月より専属を離れ、企画単体女優となる。
2021年9月、FANZA「トリプルHAPPYキャンペーン2021」のキャンペーンガールに就任。
2022年2月、FANZA「セクシースイーツキャンペーン 2022」キャンペーンガールに就任。
2022年4月、FANZA『ゴールデンウィーク大感謝祭キャンペーン2022』キャンペーンガールに就任。同年9月2日、HHHグループによる「トリプルHAPPYキャンペーン2022」キャンペーンガール就任。
2023年2月18日、Twitterにて12月31日での引退を発表した。SNSアカウントは同日中に削除された。同年3月中にSNS再開。
2024年3月4日週FANZA動画フロアランキングでは2022年に出演した作品、『【2021●校野球】テレビで抜かれた一番かわいいチア 野球部との民宿SEX 流出！？』（HMN WORKS）がウィークリー5位に急上昇した。
2025年5月20日、SNSにて小栗操に改名し、本中、ダスッ!、ROYALの3メーカー専属女優として復帰することを発表した。所属事務所はジュンプロとなった。

## 人物
東京都出身。百瀬あすか時代の愛称は「ももあす」。
友達がAVデビューするのを知ったことからAVに興味がわき、AVは全く見たことはなかったが、SEXに対するマイナスイメージはなく、知らないからこそやってみたいと思い自ら応募してAV女優となった。
『週刊プレイボーイ』（2021年9月20日号）で、本末ひさおから「キカタン転向後飛ぶ鳥を落とす勢いで活躍している」と評される。同じくAVライターの芝田カズは「吸い込まれた大きな瞳」、「細身の体に小ぶりながら形のいいおっぱい」、対して「下半身はむっちりと肉づきが良く、その落差が妙に卑猥」と論評している。
将来の夢は『お嫁さんになること』『チワワとポメラニアンを飼うこと』(2021年11月11日ツイキャス配信より)。一人称は「自分」。
口癖は「でも」「確かに」。このことからワンズファクトリー『凄テク』シリーズでは作中「でもから生まれた女」とつっこまれている。

## 出演作品

### アダルトDVD
百瀬あすか名義
- 性欲は強いぞ。 百瀬あすか SOD専属 AVデビュー（9月10日、SODクリエイト）
- 初体験と絶頂 巨根!激ピス!3P!全部人生初めてスペシャル（10月8日、SODクリエイト）
- 合計10発ザーメン!1日中ず〜っとおちんちんをしゃぶり続けて大満足 フェラチオ大好き美少女（11月12日、SODクリエイト）
- 性欲強めな欲しがり美少女を焦らして焦らして焦らしまくっておま●こがトロットロになった状態で 初めての…中出し解禁（12月10日、SODクリエイト）

- 部活で捻挫して通院した先で 変態整体師に子宮口をほじくられて…（1月8日、SODクリエイト）
- 姪っ子フェラビッチ! 『私がフェラ好きになったの、おじさんのせいだからね』 物心つかない時にこっそりち○こをしゃぶらせていた姪っ子がフェラビッチに変貌していて、いつでもどこでもしゃぶってきます…（2月11日、ひよこ）
- 妹売ります。 姉の彼氏を寝取る妹のNTR中出しセックスを隠し撮って勝手に発売。 調子に乗ってハメ撮りしてたので彼氏のスマホからデータも頂きました。（2月19日、DOC）
- 脱!清純 驚くほどの透明感美少女が卑猥に悶え責める! 11発射（2月19日、TEPPAN）
- 中年オヤジにねっとり開発された水泳部所属スク水美少女（3月7日、アタッカーズ）
- 大学生と付き合う同級生が羨ましくて… 同級生が家に帰っている間に、その彼氏と夢中でヤリまくった一泊二日。（3月7日、BeFree）
- 最高級美少女中出しソープ（3月11日、アイエナジー）
- 学校サボって今ホテル 令和女子校生の痴態（3月12日、S級素人）※「ASUKA」名義
- 剛毛少女は暗闇で見知らぬ男に何度も何度もナマ繁殖ピストンを強いられていた（3月13日、ダスッ!）
- 保護者失格 叔父さん、私もう子供じゃないよ（3月15日、ロータス）
- G●t●トラベルナンパ! 〜Tokyoに何しに来たの?〜 STAYHOMEで性欲の溜まった素人娘たちをおチ○ポで大解放!?（3月19日、DOC）
- 妻の妹がこんなにエロいとは！？同居している義妹の無防備な姿を盗撮してることがバレてしまい人生終了を覚悟してたら「もっとエッチなこと撮らせてあげよっか」と誘ってきた！？妹に寝取られちゃったボク…（3月19日、DOC）
- 担任教師の僕は生徒にまたがられささやき騎乗位で何度も、何度も、中出ししてしまった…（3月25日、痴女ヘブン）
- 大嫌いな男のチ×ポに跨り連続中出し 媚薬キメセクNTR（3月25日、本中）
- 恋人に婚約破棄されて… ※ヤケクソでパパ活! 突かれる度に寂しさを忘れる…ピストンおねだり傷心少女。 【弱ってる女は理性を失くす説】（3月25日、ナンパJAPAN）※「あすか」名義
- パパ活援交アプリでまさかの娘の友達を発見!? バレないように変装して再会、目隠しオプションつけてめちゃくちゃ中出ししまくった。（4月1日、MOODYZ）
- マジックミラー号 卒業式直後のミニスカ女子○生が何度も射精させるほど高額賞金GET! 連続射精チャレンジ! 発射を促すためにキツキツ桃色おま○こに挿入も! 6名出演全員SEX合計16発射!（4月8日、SODクリエイト）
- 百瀬あすか レズ解禁 従姉に恋した私（4月8日、アイエナジー）共演：逢見リカ
- 童貞は妹に奪われました…初めて彼女のできた童貞のボクのためセックスの練習相手になってくれた兄思いの優しい妹（4月13日、クリスタル映像）
- 小悪魔すぎる制服少女にニヤニヤこっそり痴女られて… ラッキー サイレント逆レ×プ（4月13日、MOODYZ）
- 天然超陰毛のイタズラ娘! 「君っ!何歳からチ○ポ弄ってるの!?」 ツンデレ制服美少女と濃密戯れハメ撮り（4月13日、オーロラプロジェクト・アネックス）
- 彼氏が出掛けている間にヤレるだけヤリまくった2時間の記録（4月16日、MAXING）[20]
- 飯場の性処理女子学生（4月25日、オーロラプロジェクト・アネックス）
- 「もう一回中出ししてってばぁ!」 彼氏にはデレデレ受け身なのに… 僕には上から目線で汗だくで痴女ってくる性欲強めな小悪魔幼馴染あすかさん（4月25日、本中）
- いちゃラブ宅飲み濃厚べろちゅう密着せっくちゅ 清純黒髪美乳ガール 百瀬あすかが彼女になった日（5月7日、桃太郎映像出版）
- サエない僕に同情した女子校生の妹に「擦りつけるだけだよ」という約束で素股してもらっていたら互いに気持ち良すぎてマ○コはグッショリ!でヌルッと生挿入!「え!?入ってる?」でもどうにも止まらなくて中出し! 10（5月7日、アイエナジー）
- 顔出し解禁!! マジックミラー便 都内有数の名門大学に通う高学歴女子大生 生まれて初めての素股編 vol.10 ギンギンに勃起したデカチンを素人娘が赤面まんコキ! 恥ずかしさと気持ちよさで濡れ出したオマ○コにヌルっと挿入! 10人全員SEXスペシャル!!（5月19日、DEEP'S）
- 監禁お漏らし教室（5月19日、ドグマ）
- 小悪魔挑発美少女（6月1日、MARRION）
- 新しいおとうさんに何度も犯されました。（6月7日、アタッカーズ）
- 僕が先に好きだったのに…コンビニバイトの後輩の女の子がチャラ男と夜勤に入った翌朝、ごみ箱から大量の使用済みコンドームを発見（6月7日、かぐや姫Pt/妄想族）
- 乳首露出 おしゃべり大好きイマドキ露出っ娘ちゃんと常に乳首いじりっ放し敏感デート（6月10日、SUN）
- オヤジって乳首責められると変な声出すからベロキスで黙らせてやるからな!（6月13日、MOODYZ）共演：松本いちか
- 変態調教 〜21歳あすか最後の就活〜（6月13日、REAL）
- 外で拾ったなんでもしてくれる女の子はお菓子とジュースさえあれば四六時中チ○ポをしゃぶり続ける（6月13日、宇宙企画）
- 制服少女が部屋で1人きり…秘密の自慰をこっそり隠し撮り 声を漏らして快感に没頭する 無防備オナニー盗撮 美少女10人220分（6月13日、無垢）
- 自宅に呼んだ働くうぶ娘(ピザ屋/古本買取り/家事代行)に下品なSEXを見せつけて巻き込み混合3Pを楽しむ変態カップル（6月24日、ナチュラルハイ）
- アナルのシワの数までハッキリわかる! ノーモザイク連続絶頂アナル見せオナニー 2（6月24日、アイエナジー）
- 羞恥! 思春期発育状況検査会 〜未成年女子学生・第二次性徴の測定と性交実態調査〜（6月24日、サディスティックヴィレッジ）
- 就活に疲れたかわいい素人娘限定! イケメン添い寝リフレでストレス解消してみませんか!? 男の温もりを感じながらの密着腕枕お悩み相談! 最高のメンタルケアで心も体もリラックス…綺麗な美男子の顔を見つめているだけで発情してしまった美少女から思わずキス… 自然な流れで求め合うように生挿入中出しSEX!?（6月25日、赤面女子）
- 極太ディルドーを根元まで挿入せずに空気椅子で耐える ガニ股イキ我慢チャレンジ! 敏感な膣口を激震ディルドで広げられ、クリ直撃電マ攻撃を受けた素人娘は人生初のガクイキ絶頂&連続潮!（7月8日、サディスティックヴィレッジ）
- 素人娘がM男君の自宅を訪問! 責め経験ほぼゼロのうぶな女子たちが、底知れぬM心に触発されドS痴女性が開花! 「もう出ちゃうんですか…//」 乳首舐め手コキや顔騎フェラで散々焦らされた後は、杭打ち騎乗位で自ら腰を振ってイキまくる! M男君の10倍昇天してもまだ足りず、精子が空っぽになるまで強制連続搾取!（7月9日、赤面女子）
- ずっと好きだった憧れの彼女の本当の姿… 僕の目の前で、知り合いのオジさん達とヤリまくる、ちょっと壊れた真正ビッチだった…（7月13日、オーロラプロジェクト・アネックス）
- 下心丸出しで泊めてあげた家出女子校生が実は天性の小悪魔だった!!徹底的に痴女られて三日間は勃たなくなるほどザーメンを搾り取られる!!（7月13日、SCOOP）
- 無垢でえっちな少女に笑顔で手コキ&フェラご奉仕されて超気持ちいい風俗ごっこ! そのまま温かいアソコを擦り付けてヌルヌルおま●こ素股射精 10人240分!（7月13日、無垢）
- 可愛い顔した性欲強めの美女に即ハメ即尺SEX（7月16日、マキシング）
- 妹の事が好きすぎて義兄は家庭内ストーカーに…もう我慢できない!嫌がる剛毛マ○コに鬼の危険日濃厚中出し13連発（7月19日、ROYAL）
- 一人暮らしの兄の部屋に通う妹と近親相姦中出し性交（7月23日、TMA）
- ヤリ部屋 ハメたい盛りの制服女子とめちゃくちゃ乱交中出しした記録（8月1日、変態紳士倶楽部）
- 自撮りいんらん彼女（8月5日、グローリークエスト）
- 美少女二人を監禁して数ヵ月間調教した結果、俺を奪い合う性奴隷になった。（8月7日、アタッカーズ）
- 担任教師の僕は文系生徒の誘惑に負けて放課後ラブホで何度も、何度も、中出ししてしまった…（8月13日、ムーディーズ）
- 平然を装い見事成功で賞金100万獲得! オシッコ我慢中に彼氏へのナマ電話「ゼッタイ感じちゃダメッ!」トライ! イタズラ性感checkで足腰ガクブルしちゃう制服女子お漏らしアクメ 02（8月13日、はじめ企画）
- ヤラせてくれるうちの妹 僕と妹の相思相愛姦（8月19日、グローリークエスト）
- アナルのシワの数までハッキリわかる! ノーモザイク連続絶頂アナル見せオナニー 3（8月26日、アイエナジー）
- 「キスするだけでHしたくなっちゃう」 ハメ撮りOK制服美少女 塾講師が教え子を自宅に呼んで生中出し!!（8月26日、DANDY）
- 濡れてテカってピッタリ密着 神スク水 可愛い女子のスクール水着姿をじっとりと堪能!着替え盗撮から始まり貧乳から巨乳にパイパン、ハミ毛、ジョリワキ等のフェチ接写やローションソーププレイやスク水ぶっかけ等を完全着衣で楽しむAV（8月26日、親父の個撮）
- 学生時代クラスのアイドル的存在だったおしゃれな女の子はおじさんとのねっとり交尾を体験する（8月28日、シャーク）
- サウナ帰り相部屋NTR ヒモ化する彼の愚痴を聞いてくれるバイト先の店長と性欲尽きるまで中出ししまくった絶倫性交（9月7日、kawaii*）
- クンニ大好き剛毛オマ○コ姉妹! 失禁イキするまでマン舐めさせたがる 変態剛毛痴女2人との生マ○コ味わいSEX（9月7日、ディープス）
- 手コキ、騎乗位、顔射に中出し、気持ち良いこと全部好き（9月7日、S-Cute）
- 夏休みの間、担任教師の僕は誘惑されるがまま中学時代の教え子3人と挟み囲まれハメざかり（9月9日、SODクリエイト）共演：久留木玲 早見なな
- あすかと千春 あなただけいれば他になにもいらない…（9月14日、ビビアン）共演：松井千春
- 即尺シースルー 女子校生デリバリーヘルス（9月14日、BAZOOKA）
- 一般男女モニタリングAV 女子大生の姉と弟がドキドキ24時間ルーレット生活に挑戦! 回して的中した過激なエロミッションを実行した姉弟の仲は急接近! 性欲が抑えられない弟に迫られた姉はオマ○コを濡らして我慢できずに生ハメセックス! 禁断の近親相姦中出しは1発限りでは収まらない! 射精計17発!（9月21日、ディープス）
- 『私たちだって遊んだ思い出が欲しい』 お酒飲んでハメを外してエロくなった2人の地味系真面目幼馴染にダブル杭打ちピストンされて勃起しなくなるまでエッチしまくり!（10月12日、Hunter）
- 聖水ハーレム 美少女4人におしっこビチャビチャかけられ何度も射精させられたい!（10月19日、MOODYZ）共演：月乃ルナ 永瀬ゆい 皆月ひかる
- 【2人分収録】 ナンパ連れ込み中出しSEX隠し撮り。そのまま勝手にAV発売されてしまう 素人女子大生（10月22日、赤面女子）
- 自宅連れ込み無許可動画撮影【リアル盗撮】（11月4日、素人39）
- 「あなたの彼女、寝取ります」彼女のことが好きすぎて、寝取り屋に寝取らせ依頼をしてしまった（11月9日、かぐや姫Pt/妄想族）
- 素人ヘアヌード大図鑑～ミスキャンファイナリスト女子大生編（11月9日、S級素人）
- 素人娘の全裸図鑑20 今時の女の子11名が恥らいながら脱衣していく様子をじっくり撮影した、変態紳士のためのヘアヌードコレクション（11月9日、かぐや姫Pt/妄想族）
- 固定バイブだるまさんが転んだ22（11月16日、はじめ企画）
- あの日からずっと…。 緊縛調教中出しされる制服美少女（11月16日、無垢）
- 濃厚ベロキスでオヤジのエキスを吸い尽くす小悪魔接吻ハーレム 大量生ツバ注入! チ○ポがみなぎるジューシーリップサンド逆3P（11月16日、エムズビデオグループ）共演：さつき芽衣
- お互いのイキ顔を見ながらSEX漬けにされる剛毛姉妹孕ませ調教 （11月16日、Fitch）共演：江本あやみ
- 【個撮】どこでもフェラ5 11人（11月16日、かぐや姫Pt/妄想族）
- ウチで預かることになった親戚の娘 僕の前で生意気な態度をとってくるメスガキにわからせ鷲掴みピストンSEX（11月19日、DOC）
- 「私以外の女でオナニーするのも許さない！」と束縛の激しい彼女。そんな彼女と別れたくて「オカズ代わりにお前が友達とエッチしているとこを撮らせて（11月23日、Hunter）
- 午前10時 学校どうしたの… あすか（11月27日、ビッグモーカル）
- 文京区にある女教師が通う整体セラピー治療院31（12月7日、変態紳士倶楽部）
- 壁！机！椅子！から飛び出る生チ○ポが人気の放送局『（株）しゃぶりながらテレビ』…たまにハメながら！！（12月9日、SODクリエイト）
- オナサポ!! 女子○生 着衣で全裸で挑発的ダンス（12月14日、かぐや姫Pt/妄想族）
- メガネ×ニーハイ×ミニスカ×Tバック女子○生はエロすぎてフル勃起！「気持ち良くしてあげる自信ないけど、少しならエッチな事してもいいよ…」（12月28日、Hunter）
- おま●この形状まるわかり! 薄いパンツの上からマン汁ぬるぬる透けオナニー 7（12月21日、かぐや姫Pt/妄想族）
- 小悪魔プロ浮気お姉さんと中出しSEXをしながら来る日も来る日もアナル開発されてメスイキまで覚えてしまった僕。（12月28日、本中）

- 白濁液が止まらない! 本気の杭打ちピストンディルドオナニー（1月1日、OFFICE K’S）
- 隣の4姉妹に前後左右を囲まれて痴女られまくって抜かれまくる夢の中出しハーレム（1月4日、kawaii*）共演：松本いちか 桜井千春 倉本すみれ
- 一般男女モニタリングAV 近親相姦しちゃった家族のその後まで追跡スペシャル マジックミラーの向こうには家族想いの両親！巨乳の姉と女子○校生の妹が童貞長男をサンドイッチ3Pで筆おろし中出し！！…した後日談:姉妹と長男の何度も繰り返される超禁断のW近親相姦を家庭…（1月4日、ディープス）
- ノーハンドフェラは奴●の証！4 手を使わずにフェラチオする10人の素人娘（1月11日、かぐや姫Pt/妄想族）
- 濡れてテカってピッタリ密着 神競泳水着（1月13日、親父の個撮）
- 子宮堕ち、初体験。 桃花ちゃん（19） ロリ系/剛毛/スレンダー/十代/美少女/小悪魔/4P/2本番/M男君好き/人生初ハードセックス（1月18日、うさぎ/妄想族）
- ゆりとも ～大好きな親友と最初で最後のレズセックス～（1月25日、レズれ!）共演：松本いちか
- 増殖レズ覚醒 ～イカされた女が次々とレズに目覚めてレズり始める乱交計画～（1月27日、ナチュラルハイ）
- お願い! アナル舐めさせて!  肛門クンニ懇願レズビアン（2月8日、ビビアン）共演：北野未奈
- 「先生の乳首、ドMにしてあげる」 普段真面目な風紀委員の本性は、超イケイケの裏ビッチ! 制服美少女ハーレム乳射調教!（2月8日、犬/妄想族）共演：松本いちか るるちゃ。
- 集団OL美脚責め 働く女の匂い立つ蒸れ足で責められ続けた僕。（2月8日、犬/妄想族）
- 潜入!! 噂のリンパマッサージ店 10 「裏オプション、いかがなさいますか?」（2月10日、LEO）
- 寝ている女子校生の妹にイタズラしていたら逆に生ハメを求められて、もう発射しそうなのにカニばさみでロックされて逃げられずそのまま中出し! 6（2月10日、アイエナジー）
- 竿を喉奥に咥え込みながら顔動かさずに舌で亀頭かき混ぜ続けるフェラチオ（2月22日、アロマ企画）
- 永瀬ゆい引退直前スペシャル！！ 夢を追いかける永瀬ゆいとマブダチ美少女の最後の夜遊びNight ハーレム中出し大乱交パーティー！！（2月22日、本中）
- アソコに直穿きスポウェア女子 悶々エクササイズで性欲が溢れて染みつくっちゃう！（2月26日、オイスター海運）
- ▲セクシースイーツキャンペーンSpecial DVD!（3月2日、S1 NO.1 STYLE）[注 1][21]
- 温泉旅館で出会った犯られ待ちMっ子 近距離で裸を見せつけられ我慢できず即ハメしたらおねだりされて連続膣射（3月10日、ナチュラルハイ）
- SOD女子社員 じっくり！いきなり野球拳 業務中ならどこでも勝負！美巨乳マドンナたちを襲う赤面羞恥な脱衣バトル！10本番全員SEX8時間SP！（3月10日、SODクリエイト）※ 百田美帆名義
- 天然痴女っ娘女子大生×交わる体液×ヌかれる精液 キ●タマ枯渇中出し温泉旅行（3月11日、赤面女子）
- 美尻ガールズバー美少女ハーレム 肉尻揺らして腰を振る密着挟み撃ちプレスで何度も射精せるスケベ接客（3月15日、MOODYZ）共演：松本いちか 久留木玲 渚みつき
- 射精するならゼッタイに絶対領域のフトモモ! その2（3月15日、アロマ企画）
- お金欲しさに軽い気持ちで臨んだパパ活。女子大生あすか case.3（3月16日、MAXING）
- 素人ヘアヌード大図鑑～Bカップ以下ツルペタ制服美少女編（3月22日、S級素人）
- うぶカワイイ素人女子大生が激ムズミッション【童貞君の精子を30 ml射精できれば100万円！！】に挑戦！？超照れながらもチェリーち●ぽをヌキヌキしているうちに赤面発情//「私が初めてでも…いい？」まさかのそのまま生ハメ筆おろし//連続射精＆大量生中出しSPECIAL（3月25日、赤面女子）
- 終電逃して泊まりに来る女トモダチと、気が付いたらいつもSEXしてます Vol.2 あすかちゃんに盗撮・電マ責め・ローションプレイ・昼も夜もSEX（3月26日、ビッグモーカル）
- いろいろなデニール数の黒タイツに挟まれたい… 踏まれたい… 絞められたい… 黒タイツ女子○校生脚ロック逆3P（4月5日、DEEP’S）共演：松本いちか
- 産婦人科痴漢!! 15  何も知らない若妻に治療と称して中出しまでっ!!（4月7日、LEO）
- 全裸聖水飲ませ ～色んなシチュエーション女子のお小水編～（4月12日、犬/妄想族）
- ＃私と繋がりたい人募集 いいねくれた人先着10人限定 無料でナマでやらせてくれる裏垢女子●生 オフパコ乱交中出し21発!! あすか（4月26日、本中）
- 鮮明に見える美少女たちのパンティ染み！ぐちゅぐちゅ指ズボッオナニー！！「ああんっ…いっぱいイクとこ見てほしいのぉ」大好きなアナタに送る自撮りオナニービデオレター4（4月26日、S級素人）
- 角オナニー 擦り付けたら止まらない 6 12人（4月19日、かぐや姫Pt/妄想族）
- 聖水痴女レズビアン 美少女がおしっこビチャビチャぶっかけイカセあうトリプルレズSEX!（5月10日、ビビアン）共演：渡辺まお 栄川乃亜
- たった1人の大好きな姉は10日後、ひくほど壊れてました。 俺の身代わりのつもりがセックスが好き過ぎて絶倫極道の極太チ○ポに即堕ちした隠れ淫乱姉 百瀬あすか（5月17日、エムズビデオグループ）
- 激ピス専用オナホール生徒パン! パッン! パアアアッッン! 生意気少女をのり巻き拘束 ―永遠に終わらない超ハイパーピストン調教 百瀬あすか（5月17日、ドグマ）
- ミニスカJ○痴●3 短いスカートをめくってバックから犯りまくれ！（5月26日、ナチュラルハイ）
- 神スケスケ 女子の服の中のおっぱいはどんな感じで下着に包まれ、乳首はどの様に隠れ、マン毛はどんな感じでパンティーに覆われ、ハミ毛は? パイパンだったら?と日々妄想で勃起して完全着衣じゃモノ足りず、でも全裸じゃ抜けなくなった大人に送るAV 百瀬あすか（5月26日、親父の個撮）
- ―SEXが溶け込んでいる日常― 「常に性交」おひとりグルメ（5月26日、SODクリエイト）
- デカチンヒモ飼い女は、死ぬほど都合が良い。（6月7日、こぐま/妄想族）
- メスイキ感度99倍! 彼女ができたことに嫉妬した幼馴染の媚薬ペニバンでドライオーガズム改造されたボク（6月7日、MOODYZ）
- 可愛い洋服だから脱ぎません 着衣のままパンティずらしてチ○ポを挿入! ジャンスカ&サススカあざとガーリー編（6月7日、アロマ企画）
- 友達の彼女 (ドS) におもちゃのようにち●こ弄ばれ手コキでお仕置きされた僕。（6月9日、LEO）
- 女子大生の間でオンナ好きが急増！？を検証 いきなりベロキス！レズビッチ数珠つなぎセックス 「あなたよりエロいレズ友紹介してください」（6月9日、DANDY）
- 精子も魂も絞り取られる小悪魔スぺレズ痴女性交。（6月14日、ダスッ!）共演：松本いちか
- 友達の彼氏は私のモノ。彼女に愛されている男だけを狙う美人受付嬢の唾液ベチョ舐めマーキング接吻（6月21日、DEEP'S）
- W潮吹きビッチギャルとアブナイハイテンション大乱交！！（6月21日、kira☆kira）
- 女子会してるホテルにM男くんが突撃参加! 誰とパコるか5秒で決めろッ 小悪魔4人に一日中犯されるハーレム中出し女子会（6月21日、MOODYZ）共演：松本いちか 倉本すみれ 枢木あおい
- 性欲が凄すぎる隣の女子大生に囲まれ何度も射精させられる誘惑剛毛おま○こハーレム（6月23日、ナチュラルハイ）共演：本田さとみ 花狩まい 早見依桜
- 仲良しクラスメイト《女子○生6人》が超全身舐め究極ハーレムご奉仕研究会//まだまだ知らない男性の性感帯をベロベロ探す課外授業にハニカミTRY（ ´∀｀ ）花びら青春中出し15発！！（6月24日、赤面女子）
- 催眠孕ませバカッター 大好きな彼女が僕を振って他の男と付き合ったので 催眠かけてエロバカ行為させておっさんと逆レ●プ中出ししまくる大炎上映像。（6月28日、本中）
- お兄ちゃんの精子飲ませてよ！性の知識ゼロの義妹にオナニーを見られた！ヤバイと思ったら「どうしたら出るの？もう1回出して！」と興味津々！？（6月28日、Hunter）
- 抗うことが出来ない巨根の快楽。終わらぬ子宮絶頂。膣凹NTR（7月12日、ダスッ!）
- 超絶かわいいボーイッシュな美少女ADをレズってAVデビューさせちゃいました!（7月12日、ビビアン）共演：久留木玲 早見なな
- 『1分以内に勃起したら私の勝ちね！そうしたらヤラせてね！』気狂い高速騎乗位で何度も爆イキ！爆イカせ！義妹は超エッチ大好きSEXジャンキー！（7月12日、Hunter）
- 女子に囲まれて男はボクひとり!?の王様ゲーム!! 気が付けば妹のクラスメイトに全裸にされてしまったボクは… 4（7月21日、アイエナジー）共演：天然美月 白石かんな 宝川莉子 星名咲良
- 1泊2発の予定だったけど… 8回もSEXしちゃった 台本一切無し、スタッフ無し、何でもあり! ガチの2人きりの中出ししまくった生々しすぎるハメまくり温泉旅行（7月26日、本中）[22]
- 県立進学校陸上部春季合宿【わいせつ行為】【盗撮】【動画流出】【炎上】（8月4日、素人39）
- おしっこ飲ませ聖水メンズエステ びちょびちょビッ痴の体液まみれハーレムで何度も溺れイキ!（8月16日、MOODYZ）共演：岬あずさ
- 隠しきれないほど勃起して犯された 通学ふたなり少女 松本いちか（8月16日、MOODYZ）- 主演は松本いちか。百瀬は学校の後輩役で出演。
- 相部屋でメスイキ筆おろしハーレム! 2人同時に乳首・亀頭・前立腺責め快楽拷問（9月6日、ワンズファクトリー）共演：白桃はな
- 【個撮】どこでもフェラ8 11人（9月20日、かぐや姫Pt/妄想族）
- 百瀬あすかちゃんにお酒を飲ませたらヤリマンオーラが全開だったのでそのままハメ撮りしちゃいました!（9月20日、チキチキカマー/妄想族）
- 海の家ビアガーデン痴漢 2 野外アクメ中出しSP（9月22日、ナチュラルハイ）
- 追跡中出し痴漢 4 ～女子○生グループを1日中尾行して全員犯す～（10月6日、ナチュラルハイ）
- ハミ毛羞恥J○痴漢 ～処理してない剛毛をイジられ羞恥濡れした真面目女子は挿入を拒めない～（10月20日、ナチュラルハイ）
- 女の子だってエッチしたい! 目の前に彼女がいるような没入感! 主観で見せる4本番（11月1日、S-Cute）
- 彼の居ぬ間に3日間エンドレスNTR中出し 童貞チ●ポがバッチリツボって性欲暴走!（12月20日、ABC/妄想族）
- 剛毛オマ○コ舐められJD ～flavors×マジックミラー便コラボ企画～ またがり顔面騎乗クンニで毛深いケツ穴オマ○コの匂いを嗅がれ舐めほじられ大発情イキ! 白濁マン汁まみれになったボーボー未処理マ○コに生ハメされると陰毛しゃぶられSEXでおねだり中出し!（12月20日、DEEP'S）
- こっそり服の中で乳首いじり痴漢され電車内でレズイキさせられた美乳女（12月22日、ナチュラルハイ）

- 海の家中出し痴漢 2023 #2（1月5日、素人39）
- たった7時間2人っきりにしてみたら…結果、10発セックスしてました。（1月6日、ドリームチケット）
- 今からこの一家全員レイプします 文●区千●木（1月10日、REAL）共演：倉本すみれ 工藤ララ 美原すみれ
- 自宅で預かったチクビッ痴な小悪魔デカ尻姪っ子J系に乳首をいじられ連続射精しても許されず男潮が出るまで追撃手コキされ続けたチクシャ記録（1月17日、LUNATICS）
- 幼馴染2人に女の子にさせられレズられた僕（1月17日、本中）共演：松本いちか
- 湘南の海で出会った水着ギャルがデカチン男性とマッチング! 密着素股オイルマッサージに挑戦!? クリトリスと生チ○ポが擦れ合い快楽のあまり密着即ズボ! 連続生中出し!! 2（1月27日、赤面女子）
- おとなのおじさんと 3（1月28日、ビッグモーカル）
- 聖水ナース 射精病棟24h 挟撃おしっこびっちょりかけられ犯された患者たち （2月7日、MOODYZ）共演：浜崎真緒
- 彼パコ共演OK女子校生（2月12日、First Star）
- おち○ぽ洗い屋 サウナレディのお仕事（2月28日、S級素人）
- 同棲中の彼女は常にキ●タマを弄ってくるキン●マストーカー彼女（3月14日、BALTAN）
- セックスレスで欲求不満の人妻が真昼間から日課のバイブオナニーに没頭していると突然バイブが抜けなくなるハプニング発生!! お隣の男性宅へ助けを求めに行くもバイブを抜こうとする度に感じる人妻はすっかり仕上がってしまい、やっとバイブが抜けたら今度はチ○ポを欲しがりハイボルテージSEXへ突入!!（3月14日、SCOOP）
- どこでもおしっこ! 素人娘の大放尿30人 スロー再生でじっくり鑑賞できるマニア向け映像 7（4月4日、かぐや姫Pt/妄想族）
- 汗だく陸上部女子、青春フェロモン全漏制覇! 練習後の蒸れた脇・足裏、身体のすべてを嗅がせ舐めさせてくる小悪魔妹（4月4日、グローリークエスト）
- リモート授業のせいで、不良女子○生の溜まり場になったボクの部屋。 暇潰しにアナルを死ぬほど掘られて前立腺ビックビクッ大痙攣メスイキ（4月4日、ワンズファクトリー）共演：花狩まい
- 超無敵えんこうせい（4月7日、ノースキンズ）
- バブみあるあすかママは僕がただ生きてるだけでえらいえらいして褒めてくれるので、オギャって甘えて赤ちゃん返りSEX（4月18日、かぐや姫Pt/妄想族）
- 居酒屋痴漢 6 新入社員歓迎会中出しSP（4月20日、ナチュラルハイ）
- 放課後の黒タイツ女子○校生たちに突撃交渉! 同い年の童貞クンと人生初の王様ゲームしてみませんか? いろいろなデニール数のムレた黒タイツを独り占めでハメまくり!! 挟まれ踏まれ絞められて中出し放題!! ハーレム筆おろし大乱交!（5月2日、DEEP'S）
- 非モテ陰キャでおまけにインポな僕が、隣人のお姉さんのおかげで飲尿癖に目覚めて、童貞まで卒業できた話（5月16日、犬/妄想族）
- 涎たっぷりベロキスハーレム学園 美少女生徒4人に挟まれて唾液ぐっちょり舐め犯されて何度も射精くッ!（5月16日、MOODYZ）共演： 松本いちか 渚みつき 沙月恵奈
- 素人娘の全裸図鑑 30 今時の女の子12名が恥らいながら脱衣していく様子をじっくり撮影した、変態紳士のためのヘアヌードコレクション（5月16日、かぐや姫Pt/妄想族）
- 看護師さんが、不妊治療での精液採取に苦戦していたら「本当は、ダメですからね。」とこっそり射精のお手伝い。病院内で内緒のずっぽん吸引フェラ・ケツ顔騎スタンプ・唾液ダラダラ接吻患者様のご要望には出来るだけお答えします。（5月25日、サディスティックヴィレッジ）
- フェラチオのお仕事にやってきた素人娘に予告なしの突然口内発射 5（6月1日、OFFICE K’S）
- 一般男女モニタリングAV ラブラブカップル限定 影絵に挑戦! ドキドキ寝取られシルエットクイズ! 布越しに彼氏に見られているのに女子大生がデカチンSEXで生中出し!（6月6日、DEEP'S）
- フタナリ融合（6月8日、ROCKET）
- 想像できない誰にも見せられない有名私立女子●生の本性丸出しナマ交尾 15（6月13日、宇宙企画）
- くそ生意気なメスガキ生徒に弱みを握られて、ざぁこざぁこと罵られて教師のプライドを打ち砕かれて逆レ搾精されまくった（6月20日、かぐや姫Pt/妄想族）
- セクハラママさんバレー! 6 ハイレグブルマ姿の人妻11人が挑む過酷なエロトレーニング（6月27日、かぐや姫Pt/妄想族）
- 学校帰りの仲良し女子○校生3人組が挑戦! 射精させたら負け! ハラハラドキドキちんちん危機一発ゲーム! 手コキ→フェラ→パイズリ→最後は生挿入の過激寸止め!!（7月4日、DEEP'S）
- オタク女子会レズビアン SEXの快感にハマったゲーマー女子が無課金でイキまくり絶頂コンティニュー超乱交!（7月11日、ビビアン）共演：倉本すみれ 市井結夏 姫野らん
- 完全プライベート映像 彼女にしたい性格SSS美少女・百瀬あすかと初めての二人きりお泊まり（7月18日、パコパコ団とゆかいな仲間たち/妄想族）
- 素人娘の全裸図鑑 31 今時の女の子12名が恥らいながら脱衣していく様子をじっくり撮影した、変態紳士のためのヘアヌードコレクション（7月18日、かぐや姫Pt/妄想族）
- 羞恥! 彼氏連れ素人娘をマシンバイブでこっそり攻めまくれ! 23 素人VSマシンバイブ 激安居酒屋にマジックミラー特設スタジオを設置彼氏と毎日好（ハオ）ハオセックスしてる夏休み中リア充女子大生編（7月20日、サディスティックヴィレッジ）
- 街中で眠っているヤリマン泥酔オンナ狩り眠っていて意識がないことにやりたい放題! 寝ている隙にこっそり中出し! オンナが目覚めても生ハメ続行! 「生で入ってるからダメ! お願い抜いて!」と拒むが何度イってもガン無視 高速ピストン連続中出し金玉からっぽ 2（7月20日、サディスティックヴィレッジ）
- 角オナニー 擦り付けたら止まらない 7 11人（8月8日、かぐや姫Pt/妄想族）
- 【ASMRレズ主観】脳みそトロットロに犯される女子●生放課後ASMRレズ倶楽部（8月22日、レズれ!）共演：松本いちか 倉本すみれ
- マスク女子の卑猥なフェラチオ素人娘 4 11人（8月22日、かぐや姫Pt/妄想族）
- あなたのチ●ポ洗います。9 素人アルバイト 8人（8月22日、かぐや姫Pt/妄想族）
- 先輩CAがまさかのレズビアン?! 仕事中に乳揉みレズハラされて感じてしまった新人CA（8月24日、DANDY）
- 清楚系まん毛ボーボーパパ活女子 あすか（8月27日、First Star）
- 恥じらう素人娘たちの生おっぱいモミみまくり!! 5（9月1日、OFFICE K’S）
- ガキのパンツに興奮するの? 脱ぎたてふかふか綿パンで叔父の精子を一滴残らず搾りとる小悪魔姪っ子（9月5日、MOODYZ）
- 百瀬あすかの凄テクを我慢できれば生★中出しSEX!（9月5日、ワンズファクトリー）
- 神アプリで知り合ったエロカワ現役女子大生に生中出し 10（9月12日、宇宙企画）
- 生徒会の痴女J系3人組が学園中の男をヨダレたっぷりな舐めまわしでイジメる小悪魔ハーレムSchool!!（9月26日、Million）共演：森日向子 佐藤ののか
- 【素人個撮】どこでもフェラチオ6 激レア美少女10名（9月26日、S級素人）
- フリースタイル逆レ搾精! Mオジペロペロ舐めほじりアニマルコスハーレム（10月10日、BALTAN）共演：日向ひかげ 市川りく
- 夜行バスで声も出せずイカされた隙に生ハメされた女はスローピストンの痺れる快感に理性を失い中出しも拒めない 女子○生限定 13 敏感乳首発情SP（10月26日、ナチュラルハイ）
- クスリを飲まされ女体炎上! 人目も気にせず全裸オナニーでイキ漏らす野外アクメ女（10月26日、ナチュラルハイ）
- 素人ナンパでセンズリ鑑賞 17 見るだけでいいんです! だからちょっと僕のチ●ポ見てもらえませんか?（11月7日、かぐや姫Pt/妄想族）
- どこでもおしっこ! 素人娘の大放尿33人 スロー再生でじっくり鑑賞できるマニア向け映像 8（11月21日、かぐや姫Pt/妄想族）
- 美尻お漏らし顔面騎乗 (DOKS-589)（12月1日、OFFICE K’S）
- デカチンの客だと過激な裏オプでその気にさせて本番を誘う中出しサービス人妻メンズエステの実態 3（12月5日、変態紳士倶楽部）
- 残酷ミラーゲームに負けるとエロ罰ゲーム あじわった事のないデカチンで清楚な若妻達が隣に旦那がいる状態でもおかまいなしで中出しSEX! なんとオカワリしてきた若妻も!! 11（12月19日、はじめ企画）

- 神業ハンドテクで何度も射精させて過激な裏オプションで生ハメ中出しまでさせてくれる黒パンスト人妻メンエス店の一部始終 2（2月6日、変態紳士倶楽部）
- 名門〇校女子学生たちが激突! 全国○校生ピストンバイブクイズ選手権 2  波乱万丈の青春クイズバラエティ ～難易度・アクメ度パワーUP!～ 潮吹きまくりで激イキ回答連発!（2月8日、SODクリエイト）
- 外回りで湿った黒パンストOL専門 固定ディルド腰ふり羞恥ゲーム ジワジワとサイズが大きくなっていく障害物レース悶絶アクメ! 制限時間内にゴールできなかったら即ハメ中出し罰ゲーム! 2（2月20日、はじめ企画）
- 【個撮】どこでもフェラ14 11人（2月20日、かぐや姫Pt/妄想族）
- 鮮明に見える美少女23人のパンティ染み！ぐちゅぐちゅ指ズボッオナニー!! 「ああんっ… いっぱいイクとこ見てほしいのぉ」 大好きなアナタに送る自撮りオナニービデオレター300分SP（2月27日、S級素人）
- 名門〇校女子学生たちが激突! 全国○校生ピストンバイブクイズ選手権 2  波乱万丈の青春クイズバラエティ ～難易度・アクメ度パワーUP!～ 潮吹きまくりで激イキ回答連発!（3月7日、SODクリエイト）
- おかしくなるまで、私を犯してください…自ら望んでイカされ続ける真性マゾヒストJ●（3月12日、REAL）
- 会社の飲み会後に、突然の大雨に遭遇し、先輩の家に緊急避難 既に酒に酔っていた先輩が、自分の家についた安堵感からか、無防備な姿で胸の谷間や下着姿をあらわに。濡れ肌がエロさを加速させ、自然勃起してしまった僕のチ○コを見た先輩が、まさかの展開で…（3月12日、SCOOP）
- ドキュメント30ml 24時間本物ザーメン膣奥発射チャレンジ 百瀬あすか (AV女優)  日森一 (AV男優)（4月11日、なまなま）
- 健全なメンズエステでち〇ぽに飢えたドスケベ可愛いエステティシャンに当たりました! 積極的にSっ気と甘々感たっぷりに股間を責めてくるラッキー裏オプ施術! 薄いパンティ生地にグニグニと亀頭がメリ込みほぼ挿入状態! 大興奮のまま生中SEX突入!!（5月23日、.WorKs/FALENO TUBE）
- 軽蔑の眼差しで見下しながら顔面踏みつけセンズリ鑑賞（5月28日、SEX Agent/妄想族）
- カメラ目線でチクニーする女子の顔面と勃起乳首を堪能するビデオ（5月28日、SEX Agent/妄想族）
- どこでもおしっこ！素人娘の大放尿28人 スロー再生でじっくり鑑賞できるマニア向け映像9（6月4日、かぐや姫Pt/妄想族）
- 痴●盗撮＆中出し素人娘 媚薬オイルマッサージ Vol.41 超強力媚薬を配合したマッサージオイルを施術中に知らずに塗りこまれたオンナは、身体の火照りに驚き、チ〇ポを欲しがる自分に戸惑い、垂れ出したマン汁に恥ずかしがりながらも生ハメ中出しまで欲してしまう!（7月25日、親父の個撮）
- 【個人撮影】近親中出しスイミンカン 現役女子●生8名 家族には内緒の性行為（8月1日、素人39）
- 一人暮らしの美女を狙う鬼畜レ〇プ集団自宅押込み中出し性交（10月8日、ボニータ/妄想族）

小栗操名義
- 専属決定！子宮をイカせながら射精で堕とすエビ反りオーガズムハイ！ポルチオ覚醒中出し天国スペシャル！ 小栗操（6月17日、本中）
- 会社で男はボク一人。女だらけの下着メーカーでひときわ目立つ性欲強めな美人上司に毎日搾られセクハラ三昧。 小栗操（6月24日、ロイヤル）
- 超復活！みさみさって知ってる？ヨダレを垂らす圧倒的イイ女のナメクジ密着骨抜きSEX 敏感変態M男クンの乳首ちゅぱちゅぱ！チソポこっきゅこきゅ！常に後ろからハピネス3点甘サドホールド！ 小栗操（7月8日、ダスッ！）

### アダルトVR
- 声優を目指す幼馴染にエロアニメの仕事が届いたそうで… 実際に僕のチ○ポを使ってセックスの吹き替えシーンの練習をしました（1月4日、SODクリエイト）
- 3年D組 ヤリマン百瀬さん 受験終わりにラブホで初中出し（1月28日、SODクリエイト）
- ぷに感!! ほっぺたチ●ポビンタ顔射! 〜嫌そうな顔にチンチンぶっ刺しその後、大量顔射〜（2月25日、SODクリエイト）
- 家庭教師 教え子わいせつ性交記録 ひかり・くるみ・あすか（3月26日、TMA）
- 教え子はビッチだった… この制服女子とこれからSEXします!! 「先生…今日、お母さんいないんだよ」家庭教師先でまさかの一言!!理性も吹き飛ぶエロシチュエーション大満喫VR!!（3月27日、CRYSTAL VR）
- 僕にまたがる彼女に今日もまたハマっていく…（4月1日、unfinished）
- 天井特化アングルVR 〜僕の彼女はアイドル〜（5月14日、KMPVR）
- 美少女女学生との学校でも家でもいちゃラブ刺激的SEX 「クスッ…先生ぇ今日一日、何回射精できるかな?」（5月18日、ブイワンVR）
- 昼休みのたった1時間限定で、無類のキス魔と最高に気持ちの良いベロチュウを交わしているボク。（5月21日、KMPVR-bibi-）
- 我を忘れてメス蜜を舐め尽くしてみませんか? カラダの痙攣がいつまで経っても止まらない クンニMANIA風俗店（5月28日、KMPVR）
- 女の恥ずかしい部位をじっくり鑑賞VR（6月1日、KMPVR）
- 私の普段のフェラを見て下さい（6月1日、KMPVR）
- 先生、私のこと本気ならナマでして 生徒の誘惑に負けて何度も中出しセックスした放課後ラブホテル（6月8日、本中）
- ヤッてもヤッてもヤリ尽くせなかった1Kアパート。 2人きりの部屋で本気でハメた僕たちだけの生性交（6月11日、KMPVR）
- 青春の初体験VR 期末テストが終わって今日は親がいない。 だから今日こそ僕の部屋で彼女とセックスするんだ。（6月14日、アタッカーズ）
- 私のベロでシコって下さい（6月17日、KMPVR）
- 制服美少女 更衣室レ×プ 逃げ場の無い密室で怯え震えても行為は続き恥辱中出し（6月18日、ブイワンVR）
- 年上男喰い大好物 マセガキ 年の差24歳 キツキツ締まる 教え子チビマ○コ（6月28日、KMPVR）
- ブルセラおじさんと令和J●援交スタイル いちか・あすか（7月1日、unfinished）
- だれとでも定額挿れ放題!VR 男子生徒はボク1人編 月々定額料金さえ支払えば、校内の女子になら誰にでも挿れ放題!（7月12日、Hunter）
- 特化VR 〜イキ我慢顔・イキ顔〜（7月21日、KMPVR）
- 数珠つなぎ媚薬漬けVR キメセクにハマった修学旅行生たちに舐められハメられ“順に”中出しハーレムSEX（7月23日、ナチュラルハイ）共演：あべみかこ 永瀬ゆい
- 連れ子姉妹 （7月26日、TMA）共演：斎藤まいな
- 混浴お見合い体験VR 初対面から全てをさらけ出す結婚を前提とした真面目な性交（8月3日、RADICAL-KMPVR-）
- オキニのキャバ嬢からの営業LINE「パパ活どう?」のお誘いが来たので、いつも一緒にキャバクラに行くイケメン友達の指名嬢にも連絡して4人で飲み会!（8月19日、SODクリエイト）
- 特別にゴム外して生ハメOKしてくれた彼女との密着イチャラブ性交【中出し】何度も繰り返す接吻と超接近するオッパイ&マン毛&アナルと四つん這い尻モミと超・覆いかぶさり正常位と美尻突きまくりバックと密着対面座位と顔めちゃ近い超・覆いかぶさり騎乗位（8月31日、アリスJAPAN）
- 【ハイクオリティ全シーン完全ノーカットVR】 呼べば即チ●ポしゃぶってくれる 舐めマン淫乱フェラメイド（9月13日、kawaii*）
- 清楚系なのに小悪魔的なビッチ娘の鬼杭打ち騎乗位SEX（9月21日、ROOKIE）
- ひょんなことから3人の美人母娘の家に居候することになったボク。「ママとお姉ちゃんには内緒だよ」「妹とママには内緒だからね」「娘たちには絶対内緒よ」と近くに家族がいてもお構いなしに朝から晩まで毎日コソコソ抜かれまくるスリリングな毎日を送っています。（10月19日、Hunter）
- -美女に涎を飲ませるVR- あなたの涎をもっと飲ませて（11月5日、KMPVR）
- 最高の征服感! 至福の優越感!! 女子校生×顔射VR（11月8日、KMPVR）
- ねぇねぇ、この子とエッチしない！？ 友達を売りに来た円光斡旋J子 7人目あすか（11月22日、ワンズファクトリー）
- 激カワ制服美少女×心地良い重みと青春の匂い J○窒息足顔騎VR（12月6日、KMPVR）
- 競泳水着 尻揉みイキVR（12月29日、KMPVR）

- イチャラブの教科書!! 百瀬あすか史上最ハイクオリティVR 見れば絶対好きになっちゃう! ツンデレ剛毛おさななじみがものすご～い絶対領域でアナタを誘惑2SEX SPECIAL!!（1月6日、MOODYZ）
- 台本は10回射精させることのみ! 手コキやフェラ、セリフも全部アドリブ! まるで女優本人にイカせてもらっているかのようなVR（3月2日、SODクリエイト）共演：渚みつき
- 超全身舐めJ○究極ハーレムVR 足指舐め太もも舐め乳首舐め顔面舐め 唾垂らし唾飲みベロキスしまくり! 女子○生6人に身体中を同時に舐め回されながら全員と中出しSEX!!（3月2日、SODクリエイト）共演： 伊東める 白桃はな 森日向子 弥生みづき 渡辺まお
- 〈バイノーラルで聴覚刺激！多人数罵倒足コキ！豪華15人160分収録！〉‘女子○生寮の管理人（下僕人）の僕は、寮生の足コキおもちゃにされてます…’【寮や学校など至る所で罵倒され、足でチンコをイジメられてるけど快感すぎて責められ好きの僕にとってはご褒美で…（3月2日、SODクリエイト）
- マジックミラーペアルームNTRエステ 豪華2本立てNTR没入感倍増！ 彼女の親友カップルがエッチなことをしている横でこっそり彼女と燃えるような濃密SEX！その彼女がミラー越しに寝取られているのを見ながら僕も彼女の親友と鬱勃起SEX（3月16日、SODクリエイト）
- ぷりっぷりのお尻の隠れやリマン痴女ギャル2人に逆ナンで無理やり拉致られてヤリ部屋でサンドイッチ痴女で何度も寸止めさせられて1日で世界新記録の発射をさせられたボク！！（4月21日、unfinished）
- 剛毛おま○こ超接写JOI ～アナルまでびっしり生えた女子○生のマン毛を見ながらシコりたい君へ～（5月13日、ナチュラルハイ）共演：江本あやみ 奏音かのん
- ボクと再婚した性欲の強すぎる美人妻と、さらに性欲の強すぎるカワイイ4人の連れ子と夢のヤリまくり大家族生活。（5月18日、Hunter）
- 部活終わりの休日。シティホで教え子3人に囲まれサンドイッチで挟まれて小悪魔的に痴女られ誘惑されて抜かれまくったボク。あすか・ゆめる・恵奈（5月24日、unfinished）
- どエロいふたりのどえらいほどに下品なWビッチVR!!（5月25日、MOODYZ）共演：浜崎真緒
- 乳首だけでイケるように開発して?（8月11日、KMPVR）
- 顔面直浴び特化!! 女汁まみれVR 真夏のドS女子生徒編! 教室でスク水J●に潮、唾、尿を顔面に直接浴びせられ、ビショビショになっているのにビンビンに勃起しているボクの変態チ●ポを罵倒されながら責められ、何度も射精させられる!（8月25日、SODクリエイト）共演：もなみ鈴 花音うらら 佐野なつ
- 愛を確かめるために小便を飲ませようとしてくるヤンデレ彼女（9月9日、CASANOVA）
- いっぱい乳首で感じて♪（10月4日、KMPVR）
- 酒乱VR 同僚と宅飲みしてウトウトして目が覚めたら…0秒でスタートする全員酩酊大酒乱交！！（11月9日、ワンズファクトリー）
- 鼓動が途絶えるほどに可愛らしい新人メイドオナクラ嬢との恋心キュンキュン性交（11月25日、KMPVR）
- 「責任取ってね」【お触り禁止! 本番禁止!】 元気いっぱい【ルーズソックスJ○】に媚薬を盛ったら発情ガンギマリ! アクメ連発の早漏キツキツ愛液ダダ漏れま○こを突きまくっておち○ぽ中毒確定【口内射精・中出し3発射】秘密の孕ませ禁断J○リフレ（12月29日、こあらVR）

- 親が帰ってくる【63分前…】自宅マンションの駐車場で【潮吹き & アクメ連発!】 S級ルーズソックス女子○生の剛毛おま○こを一心不乱に激突き絶頂イキ! 【口内発射・中出し2発・顔射】密室汗だく灼熱カーセックス（1月14日、こあらVR）
- 風俗通いがバレたボクに嫉妬する彼女の猛烈イカせさせようとする執念フェラ（2月23日、KMPVR-彩-）
- 【脚フェチルーズソックス特化VR】14人完全撮りおろし（2月28日、こあらVR）
- 【開始0秒からエロスタート】 三つ首ケルベロスVR 3連結ロリ痴女に最初から最後まで犯されっぱなし無限射精地獄（3月3日、ワンズファクトリー）共演：松本いちか 佐野なつ
- デカ尻の重みを貴方の顔面に一点集中。大きなお尻に踏まれたい。（3月13日、KMPVR）
- 剛毛カノジョの中出しおねだり ボク史上最高の密着いちゃラブSEX（4月13日、DEEP'S）
- 時間停止ワールド ～女子校大パニック～ 女子校生は犯されていることを知らない…サイレント支配。（9月7日、SODクリエイト）
- 軽蔑見下しパンチラでニートのボクを虐めてくる義妹達（9月8日、AQUA）共演：日向ひかげ 市川りく

- 【8Kハーレム】おいでよパコパコ学園祭!! この学校には’裏’の出し物があった!? クラスの顔面ビジュアル最高峰の5人の制服美少女と乱痴気ヤリまくり絶頂FESTIVAL（2月23日、KMPVR-彩-）共演： 新井リマ 尾崎えりか 斎藤あみり 蘭々
- 絶対領域の尊すぎる太ももを惜しげもなく見せてくれるマセガキ生徒の誘惑に負けて毎日、放課後セックスに付き合わされている脚フェチ教師のボク（3月8日、AQUA）
- 酒クズ! アラサー行き遅れ! シゴデキだけどだらしない先輩OLのあすかさんがどうしようもなく憎めない（3月29日、AQUA）
- 教え子に手を出す教師の性教育実習（4月30日、TMA）

### アダルト配信
- #ぬるパコ! あすか（10月2日、「イマジン」）

- 傷心はチ●コで癒せ!彼氏と別れたばかりで心もマ●コもぽっかり空いた性欲強めのオナニスト女子を慰めるGoToセックス!色白桃尻を突き出して大好きなクンニでイキ果てる!【GoTo利用者限定!YOUは何しに東京へ?2人目】（2月24日、ナンパdeハメハメ）
- 【超!ハロプロ顔】ルックスアイドル級の看護学生を彼女としてレンタル!口説き落として本来禁止のエロ行為までヤリまくった一部始終を完全REC!!原宿デートを楽しんだ後は、ホテルでエロコスSEX!!まさにTHE美乳!!形の良いおっぱいと可愛い桃尻が際立つすけべCATコスプレで超アイドル級美少女とくんずほぐれつヤリまくる!!ちなみに手コキLV.99なので是非観てください!!!【チャームポイントはおっぱいのホクロです】（3月7日、プレステージプレミアム）
- THE高嶺の花!スクールカースト最上位に君臨する神的美少女、ここに現る!!!透明感ガチヤバな美しすぎるBODY&男子の心をわし掴むアイドルフェイスが、よがって乱れて妊娠希望!?おじさんとの制服初SEXも大必見なエチエチハッピーバースデー!!【あすかちゃん(彼女)とおじさん(彼氏)の特別な一日】（3月7日、しろうとまんまん）
- 《特別企画》【電車痴漢】ついに応募者参加★いつも購入いただいているS氏とW痴漢★S氏の激ピストンでポニテ美少女がまさかの白目絶頂（3月26日、ゆず故障）
- 【初撮り】【清楚系美少女の剛毛ま○こ】【いたずら奉仕】久しぶりの人肌に無邪気に甘える女子大生。清楚系美少女の剛毛ま○こを硬根で進撃すれば、無邪気な笑顔が艶っぽい蕩け顔に変わり.. ネットでAV応募→AV体験撮影 1493（3月27日、シロウトTV）
- えんぴか（4月21日、素人ホイホイpower）
- アスカ（4月29日、港区女子）
- あすか（5月7日、素人ムクムク）
- 【SEX十段の清純ビッチ看板娘と対戦!!】こんな清純そうなのにフェラテク最上位の性技ガチ勢と来たもんだから令和始まってる〜♪のほほん商店街デートからの清純派美少女感からのベッドでのド淫乱化の高低差ぁあ!!まさにえちえちジェットコースター♪/拝啓、美人店員さま/二十通目（5月8日、プレステージプレミアム）※「あいか」名義
- 【配信専用】小生意気なJ●が隠語連発!!羞恥と快楽でM男責め!! 1 制服J●3名（5月20日、DOC）
- ももち（5月21日、素人ホイホイZ）
- サカり系アイドル爆誕!!極め細美体の桃尻美少女JDをWNN(ダブル中出し)!!SEXパーティー!!人智越えのエチなる美少女達との性のライブが始まる!!最初は正統派、ドンドン性獣化アイドル撮影に…!!自慢の美尻で魅せる圧巻の騎乗位最高っす!!/ヤリサー女子No.23（5月22日、プレステージプレミアム）
- ガチ淫乱のサカり系ヤリマン美少女アイドル爆誕SP後編!!相方にも負けず劣らずエチエチマインド&スレンダー美ボディの極み尻!!ガチのスキモノ清純そうな見た目のギャップとバックでケイレン美尻が心地よい最高のヤリマンアイドルデビュー!!※ソロで後夜祭生ハメもあるよ♪/ヤリサー女子No.24（5月23日、プレステージプレミアム）
- <制服の未成年に鬼中出し!>超!圧倒的!透明感の逸材スレンダー美少女ゲットだぜ!!! 医者と付き合う19歳女子大生は経験人数二人と 言いながらも浮気経験があり、その時にNTRの 興奮を知った彼氏。変態彼氏公認のAV出演だが、内緒で 彼氏もした事がないという中出しまでキメちゃいました!!!（5月26日、NTR.net）※「もも」名義
- 元子役タレント ※早期購入推奨※（6月16日、ワクチン）
- #853 Asuka（6月25日、S-Cute）
- 個撮)ぽってり唇がチンポにからみつく!【色白むっちり女子】献身的ノーハンドピストンフェラ【大量口内発射】（7月9日、【フェラチオハンター】りょう）
- ももあす（7月27日、素人ホイホイ）
- 【配信専用】ちっちゃくてもできるもん!!超気持ちイイッ!ちっぱいズリ! 3（8月19日、DOC）
- あすか（8月20日、S-Cute）
- あすか 2（8月25日、S-Cute）
- 激かわ浴衣女子を浅草でナンパ!清楚で大人しそう…と見せかけてHなお誘いも照れ笑いで受け入れるむっつりガール!はだける浴衣!魅惑の桃尻!これぞ夏の風物詩!（8月28日、ナンパTV）
- 強引に襲われたい変態少女 温泉宿で即ハメ待ち 膣イキしまくる剛毛マ◎コに何度も中出し（9月27日、ナチュラルハイ）
- 【隠れ変態女子大生】【剛毛びちゃマン】【アナウンサー顔の激カワ娘】【感度が異常】めちゃめちゃ可愛いアナウンサー顔の女子大生が…変態なことしちゃって良いんですか?もちろん良いんです!剛毛びちゃマンからマン汁垂れ流し無限イキ!とにかく顔とのギャップが半端ないっ!!しろうとちゃん。#016（10月1日、はめちゃん。）※「もも」名義
- あーちゃん（10月16日、俺の素人-Z-）
- あすかちゃん（11月3日、素人ペイペイ）
- 【フォロワー数10万人！！地下アイドルと予備校講師の禁断生中出しSEX】可愛すぎる顔立ちからは想像できない未処理の淫毛マ○コに計2回中出し！！【しろうとハメ撮り＃あすか＃女子大生兼地下アイドル】（11月10日、DOC）
- えんぴか（11月21日、素人ホイホイpower）

- あすかちゃん（1月13日、夢中企画）
- あすか（2月10日、いんすた）
- ももあす（2月14日、素人ホイホイ PV）
- あすかちゃん 3（2月17日、俺の素人）
- あすか（2月22日、Tokyo247）
- A80ちゃん（2月25日、蜃気楼）
- ももちゃん（2月27日、新世代女子）
- 明日香（3月3日、俺の素人-Z-）
- あすかちゃん（3月11日、ホームメイド）
- C82ちゃん & A82ちゃん（3月11日、蜃気楼）
- あすかちゃん（3月12日、俺の素人-Z-）
- 【2021●校野球】テレビで抜かれた一番かわいいチア 野球部との民宿SEX 流出！？（4月3日、ハメドリネットワークSecondEdition）
- 誰がどう見ても可愛い『坂道系』美少女をゲット! 甘やかされて世間知らずで超生意気ww こんな可愛いのに、いざ脱がせてみたらマ●コびしょ濡れ、超剛毛なギャップ!!! ノリノリでSEXを楽しむ剛毛美少女の膣奥フロンティアに大量中出し!!!：今日、会社サボりませんか? 55 in 渋谷 あすかちゃん 21歳 雑貨屋さん（4月11日、プレステージプレミアム）
- もも（4月24日、東京恋マチ女子）
- もも（5月15日、いんすた）
- アスカちゃん & マイちゃん & スズちゃん & マチちゃん & ネンネちゃん & ユキノちゃん（6月10日、俺の素人-Z-）
- 卓球部J●4人組（8月1日、素人ペイペイ）
- 【流出】可愛い顔の剛毛セフレちゃんとのハメ撮り映像を無断配信（8月2日、れいわしろうと）
- 【流出】元子役タレント_芸能界から一転AV堕ち（8月4日、インディ）
- 【夏だ！！水着だ！！ヤリマン×3だ！！灼熱快楽地獄の青空6Pスペシャル！！】【性の大乱れ！！アイドル級ルックスのぷる尻美女！！】【搾精&搾精の水着大乱交からしっぽり全裸タイマンNN収録！！】この灼熱の夏をより一層熱く！！暑くする！！日本代表ビッチ3名が上陸！！水着が映える三者三様のビチビチビッチーズ！！今回は一人目！！坂道系アイドル級の極上ルックス！！秘める性欲は無限大！！極濡れえちえち中出し2搾精！！　あすか/20歳/アイドル級美少女のガチビッチ！！焼き肉は良く焼き派だけどチ○コは生派のエロ美白BODY！！（8月5日、プレステージ）
- 【個人撮影】ゆるまんビッチと再会SEX_2連続膣奥に中出し（8月6日、インディ）
- あすか 3（8月20日、S-Cute）
- 【19時間着用】白 × ピンク・花柄綿パンツちゃん【女子こーこー生】（9月5日、インディ）
- How to学園 観たら【絶対】SEXが上手くなる教科書AV 初級編 百瀬あすか 美園和香 浜崎真緒 大槻ひびき（10月1日、バレマンッ!!）
- 【エチエチNN6連発!! 青姦大乱交SP】【アイドル級美少女 × ミニマム美ビッチ × グラドル超え神スタイル美女 + 水着 = 爆ヌケ映像146分!!】【トリプル美ビッチ集結の酒池肉林どんちゃん騒ぎオールナマ中SEX怒涛の連続収録!!】【ラストはソロSEXで三者三様のえちえち昇天も!!】【あすか 20歳 アイドル級美少女】【える 20歳 145cmミニマン美ビッチ】【みなみ 23歳 美脚 & 長身ド淫乱】ビッチ3人娘を一挙配信SP!!（10月8日、プレステージプレミアム）
- あすぽん（10月24日、ワンチャンすこすこ.com）
- あすぽんぽん（10月29日、ワンチャンすこすこ.com）
- 【サカり系アイドル爆誕!! 極め細美体の桃尻美少女JD&サカり系ヤリマン美少女アイドル爆誕SPでWNN(ダブル中出し)】【SEXパーティー!! 人智越えのエチなる美少女達との性のライブが始まる!!】【最初は正統派、ドンドン性獣化アイドル撮影に…!! 自慢の美尻で魅せる圧巻の騎乗位最高っす!!】【ケイレン美尻が心地よい最高のヤリマンアイドルデビュー!!】※ソロで後夜祭生ハメもあるよ♪ 【はな / スレンダー美少女(清楚系ビッチ!!)】【あすか / 極め美ビッチ少女JD!! サカり系アイドル】ヤレるアイドル爆誕!! 嵐を呼ぶ連続NN4発射!!（11月9日、プレステージプレミアム）
- もも（11月24日、いんすた）
- あすみー（12月14日、ギガンテス）
- あすか & のあ（12月29日、いんすた）

- あすか（1月4日、素人ペイペイ）
- あすかちゃん（1月12日、俺の素人-Z-）
- あすか（1月17日、素人ムクムク-夢中-）
- ASUKA（1月20日、御茶ノ水素人研究所）
- レイナ（2月3日、援堂山）
- あすか（2月9日、シロウト速報）
- レイナ 2（2月10日、援堂山）
- レイナ 3（2月17日、援堂山）
- あすか（2月21日、パコッター）
- あすか 2（2月21日、パコッター）
- 百瀬さん（3月9日、ゲリラ）
- あすか（6月15日、御茶ノ水素人研究所）
- ゆうか & あい（6月19日、イカセ素人）
- あい（6月22日、シロハメ）
- 母子家庭で生活費を稼ぐ為に裏垢やってるJ●。可愛い顔して岩のりみたいな剛毛おま●こに生中出しハメ撮り!! ももちゃん（6月29日、黒船）
- もも（9月21日、底辺ちゃん）

- あすかちゃん (oreh038)（3月1日、俺の素人-Z-）
- あすかさん (gerk577)（3月2日、ゲリラ）
- 香澄（4月5日、素人盗撮倶楽部）
- あすか（5月24日、アイドリ）
- あすか（6月12日、素人ビリーバー）

### アダルトビデオ -総集編・オムニバス-
2022年
- マン毛少女ももあす 百瀬あすか本中主演作品6 + 1ベスト8時間（12月27日、本中）※単体ベスト

2023年
- UNION 百瀬あすか COLLECTION（7月16日、MAXING）※単体ベスト

### イメージビデオ -DVD/BD-
◎はBD版発売作品。
- Asuka 透明な君が見せる明日（2021年3月4日、REbacca）◎
- AV女優 百瀬あすか（2021年5月26日、スパークビジョン）◎
- Asuka2 蒼海! ももあすまいる!!（2022年1月6日、REbecca）◎
- AV女優 ～セクシー女優10人の裸エプロン～（2023年1月26日、スパークビジョン）◎

### イメージビデオ -配信-
- バナナ隠しで自然体のお毛毛が丸見えに♪ セーラーランジェリー（2021年2月12日、LOVEPOP）
- 幼馴染のパンツが見たくて勉強なんてできない！お願いパンチラ（2021年3月1日、LOVEPOP）
- 幼い雰囲気で大胆露出！筆箱で股間隠してお毛毛全開！制服吊りスカート（2021年3月14日、LOVEPOP）
- 4K動画 パンツの食い込み・おっぱいの動きを見る！トレーニング編（2021年3月25日、LOVEPOP）
- 4K動画 「しまってよぉ〜」と言いながらも目線は釘付け。美味しそうに飴舐め（2021年4月10日、LOVEPOP）
- お尻の形がくっきりと現れるパツパツパンツと自然なお毛毛！私服（2021年12月8日、LOVEPOP）
- 謝罪の仕方は人それぞれ。キックボクシング美少女の場合。ユーザー企画（2021年12月15日、LOVEPOP）
- お尻のムニムニ感がたまらない！学園編（2021年12月27日、LOVEPOP）
- 4K動画 初々しい恋人を脱がしてみたい！チャンス到来でウキウキ野球拳！（2022年2月10日、LOVEPOP）
- 元気なルーズソックス美少女の白いパンツと程よいムチムチ感　制服カーディガン（2022年2月27日、LOVEPOP）
- 4K動画 パンチ！キックのコンビネーションで様々なパンチラ！キックボクシング（2022年3月16日、LOVEPOP）
- しょうがないなー！と声が聞こえてきそう♪ 綺麗なお肌とお毛毛露出が満載！制服シャツ（2022年4月23日、LOVEPOP）
- デニムミニスカートの太ももとパンツ（2022年12月25日、LOVEPOP）

## 書籍

### デジタル写真集
2021年
- 百瀬あすかTEPPAN写真集（3月5日、TEPPAN）
- Asuka 透明な君が見せる明日（4月30日、REbacca）
- 制服美少女 ぐぅかわ!! 学校でバイト先でエッチしちゃうぞ!（5月7日、ブイワンVR）
- 彼氏が出掛けている間にヤレるだけヤリまくった2時間の記録（6月25日、マキシング）
- AV女優 百瀬あすか（6月3日、スパークビジョン）
- ももあす【ヘアヌード写真集】（7月16日、プレステージ出版）
- ももあす【グラビア写真集】（7月16日、プレステージ出版）
- トリプルHAPPYキャンペーン2021電子ふぉとぶっく（9月3日、FANZA BEAUTY COLLECTION）[注 2]
- 可愛い顔した性欲強めの美女に即ハメ即尺SEX（9月11日、MAXING）

2022年
- ふたりきりだからって…（1月8日、サークルチェンジ）
- セクシースイーツキャンペーン2022 オリジナルフォトブック（2月7日、FANZA BEAUTY COLLECTION）[注 3]
- 先生のおねがい（2月10日、サークルチェンジ）
- あすかのきもち（3月11日、サークルチェンジ）
- お仕事中なのに… 百瀬あすか（4月18日、サークルチェンジ）
- ゴールデンウィーク大感謝祭2022 SPECIAL PHOTO BOOK（4月22日、FANZA BEAUTY COLLECTION）[注 4]
- トリプルHAPPYキャンペーン2022電子ふぉとぶっく（9月2日、FANZA BEAUTY COLLECTION）[注 5]
- 帰ってきたももあす【グラビア写真集】百瀬あすか（10月28日、プレステージ出版、撮影：富田恭透）
- 帰ってきたももあす【ヌード写真集】百瀬あすか（10月28日、プレステージ出版、撮影：富田恭透）
- みんなあつまれ MOODYZキャンペーン2022 Special Photo Book（2022年11月4日、FANZA BEAUTY COLLECTION）[注 6]

2023年
- LOVEPOP デラックス 百瀬あすか 003（4月21日、ピンク倶楽部）

### 雑誌
- 月刊FANZA 2020年11月号（ジーオーティー） - インタビュー「HATSUMONO!」
- 週刊プレイボーイ 2020年10月12日号（集英社） - 「次世代AV女優「ギャップ萌え」選手権‼︎」
- 月刊ソフト・オン・デマンド 11月号 vol.14（ソフト・オン・デマンド） - インタビュー「注目娘インタビュー」
- 月刊ソフト・オン・デマンド 6月号増刊 SOD青春制服コレクション Vol.1（ソフト・オン・デマンド） - グラビア
- 週刊プレイボーイ 2020年11月30日号（集英社） - 「2020年新人AV女優「キャッチフレーズ」選手権‼︎」
- 月刊ソフト・オン・デマンド 10月号 vol.25（ソフト・オン・デマンド） - グラビア「やっぱりおっぱいが好き!」

## 製品

### トレーディングカード
- Girl’s Party Collection-THE FAN♡FUN Trump- 第2弾（2022年8月8日、Girl‘s Party Collection）

## 出演

### ラジオ
- とにかく明るい安村のとにかく丸裸! #38,#39（2020年9月19日,26日、文化放送）
- ステラ☆HAPPYStyle! ～白桃はなと百瀬あすかのMOMOトーク!～（2022年5月12日（4月13日公開収録開始）[23] - 12月9日、ふくろうエフエム）

### ネット
- スピードワゴンの月曜The NIGHT #212（2020年10月19日、AbemaTV）